# NGC 5502
NGC 5502 (другие обозначения — NGC 5503, MCG 10-20-77, NPM1G +60.0140, PGC 50508) — галактика в созвездии Большая Медведица.
Этот объект занесён в новый общий каталог несколько раз, с обозначениями NGC 5502, NGC 5503.
Этот объект входит в число перечисленных в оригинальной редакции «Нового общего каталога».